# La Cascade de Beynost
La Cascade de Beynost est une sculpture contemporaine et une fontaine de Pino Castagna conçue en 1992 et installée en 2005 sur l'aire de Beynost de l'autoroute A42 à Beynost en France. La réalisation de l'œuvre a été confiée à l'entreprise GVC.